# 690년대
690년대는 690년부터 699년까지를 가리킨다.